# Амалія Генрієтта Зайн-Віттгенштайн-Берлебурзька
Амалія Генрієтта Зайн-Віттгенштайн-Берлебурзька (Amalia (Amalie) Henriette zu Sayn-Wittgenstein-Berleburg; 14/24 лютого 1664 р — 9 лютого 1733, Меєргольц) — графиня Зайн-Віттгенштайн-Берлебург, в шлюбі — графиня Ізенбург-Бюдінген в Меєргольц (зараз район Гельнгаузена), засновниця лінії Isenburg-Büdingen-Meerholz.

## Біографія
Дочка графа Георга Вільгельма Зайн-Віттгенштайн-Берлебурзького (1636—1684) та його першої дружини Амелії Маргеріт де ла Плац (1635—1669), дочки маркіза Франсуа де Ла Плаца, губернатора Рейеса († 1666) та Анни Маргарет фон Бредероде († 1635).

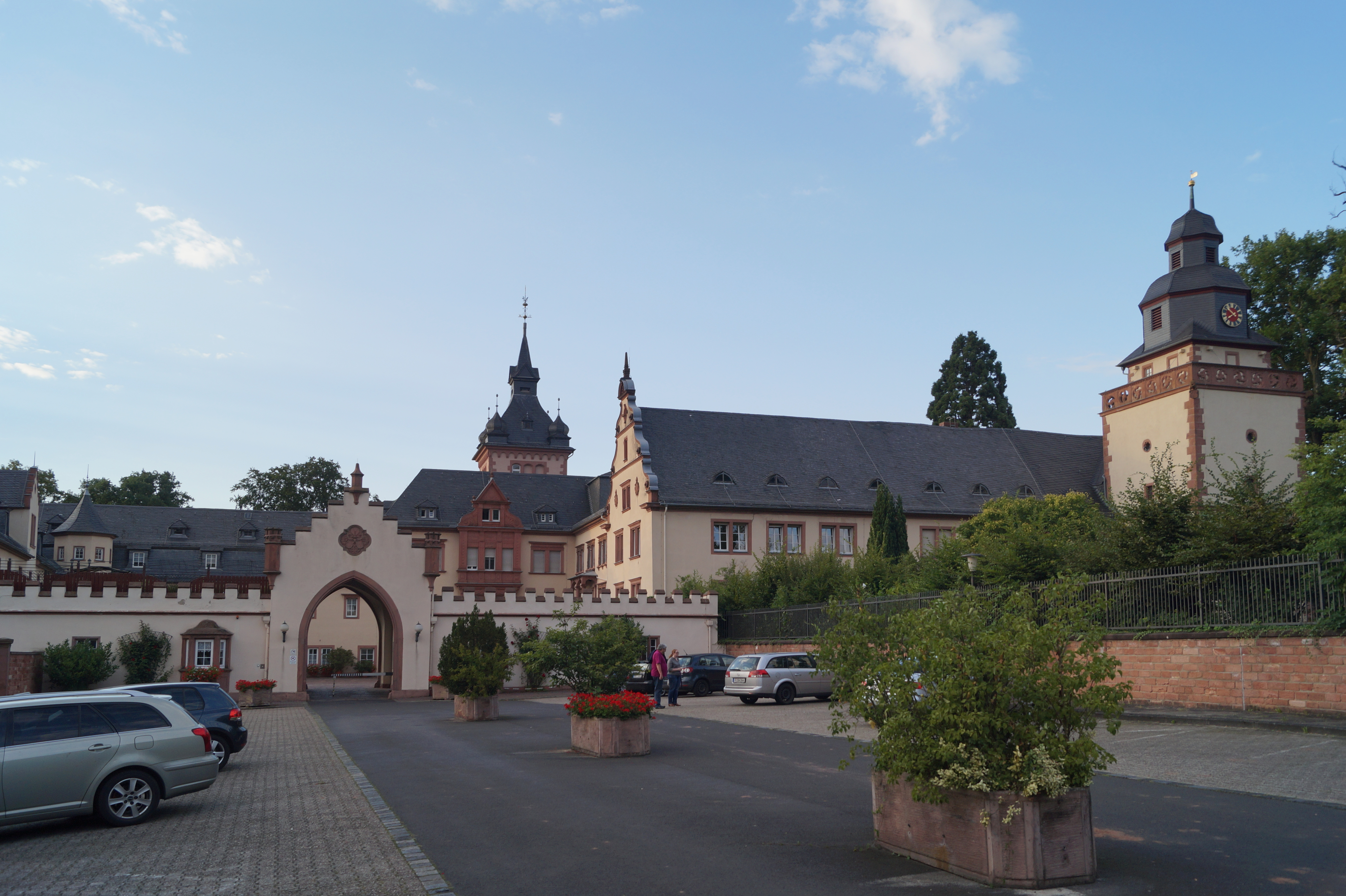
Палац Меєргольц в Гельнгаузені, праворуч палацова церква

Амалія Генрієтта Зайн-Віттгенштайн-Берлебурзька вийшла заміж 9 лютого 1733 року в Меергольці за графа Георга Альбрехта Ізенбург-Бюдінгенського (* 1 травня 1664 року; † 11 лютого 1724 року), сина графа Йоганна Ернста фон Ізенбурга-Бюдінгена (1625—1673) і графині Марії Шарлотти фон Ербах-Ербах (1631—1693). У них було шестеро дітей.

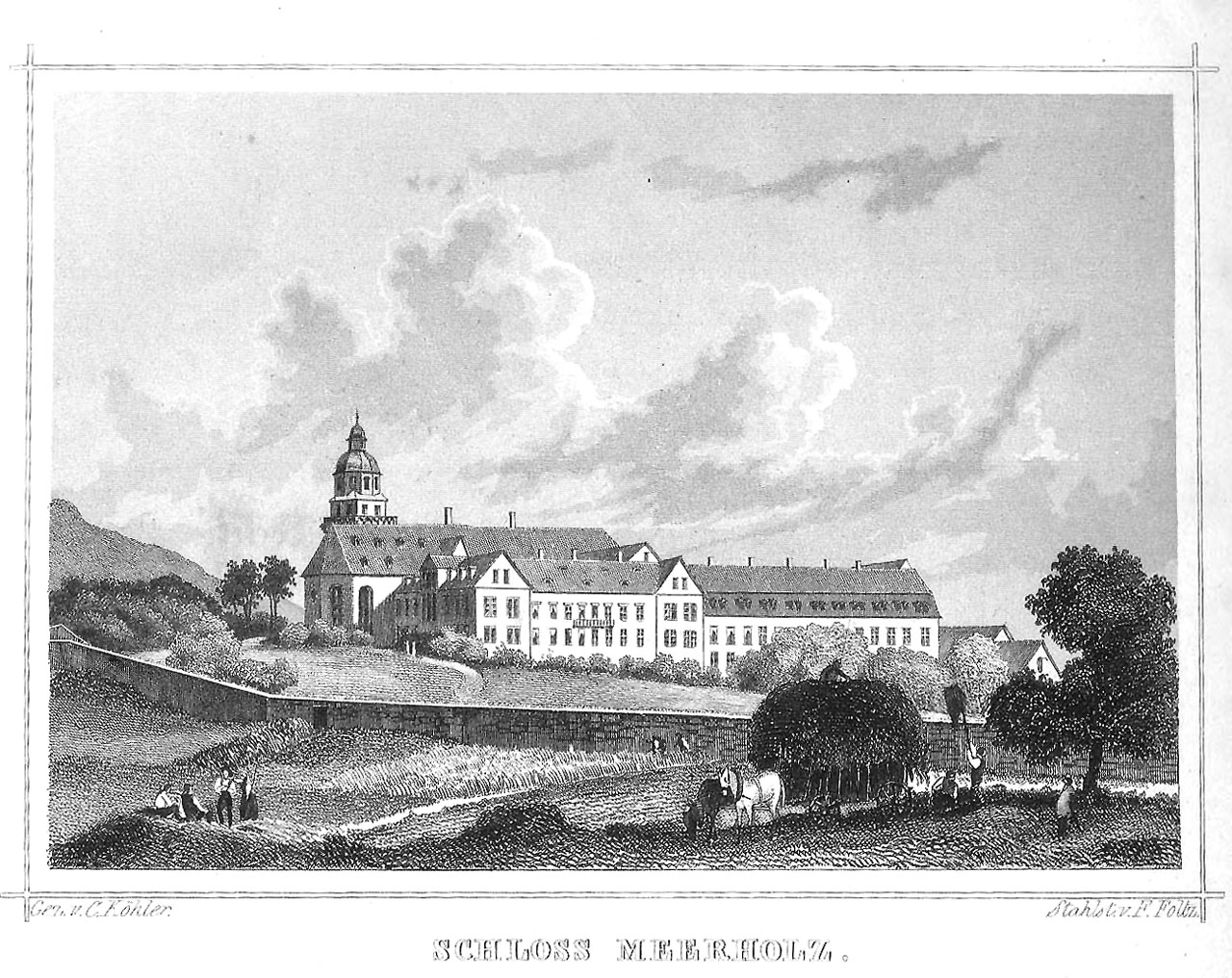
Палац Меєргольц (1850) у Гельнгаузені

Її батько Георг Вільгельм одружився вдруге 13 листопада 1669 року з графинею Софією Єлизаветою фон Від (1651—1673) і втретє 24 червня 1674 року з графинею Шарлоттою Амалією фон Ізенбург-Бюдінген-Оффенбах (1651—1725). Її сестра Альбертина Марія (1663—1711) вийшла заміж 1 липня 1685 року за графа Фердинанда Максиміліана I фон Ізенбург-Бюдінген-Вехтерсбах (1661—1703), брата її чоловіка Георга Альбрехта фон Ізенбург-Бюдінген.
Амалія Генрієта фон Зайн-Вітгенштейн-Берлебург померла 9 лютого 1733 р. у Гельнгуазені у віці 68 років і була похована там.

## Родина

Герб родини графів Ізенбург-Бюдінген-Меерхольц

Чоловік — Георг Альбрехт Ізенбург-Бюдінгенський
Діти:
- Шарлотта Амалія (* 1 вересня 1692 року; † 10 січня 1752 року), вийшла заміж за: І. 6 липня 1713 року в Меерхольці за графа Ернста Карла фон Ізенбург-Бюдінген-Марієнборна (1691—1717), II. 22 травня 1725 року в Маріенборні поблизу Лінца за принца Вольфганга Ернста I фон Ізенбурга-Бюдінгена (1686—1754), сина графа Вільгельма Моріца I фон Ізенбурга-Бюдінгена-Бірштейна.
- Йоганн Ернст (* 21 травня 1695 року; † 16 серпня 1695 року).
- Георг Альбрехт (* 15 квітня 1699 року; † 16 травня 1701 року).
- Карл (* 27 листопада 1700 року; † 14 березня 1774 року), граф Ізенбурга та Бюдінгена в Меерхольці (1724—1774), одружився 24 лютого 1725 року в Асенгеймі на графині Елеонорі Елізабет Фрідріх Джуліані фон Золмс-Редельхайм-Асенгейм (1703—1762), дочці графа Людвіга Генріха фон Золмса-Редельгейма-Асенгейма.
- Ернст Вільгельм (* 1 грудня 1701 року; † 29 січня 1702 року).
- Альбертіна Генрієта (* 4 липня 1703 року; † 26 вересня 1746 року), одружена 5 вересня 1727 року в Меерхольці з графом Моріцом Казимиром I фон Бентхайм-Текленбург-Редом (1701—1768), сином графа Фрідріха Моріца фон Бентхайм-Текленбург-Реда.